# Togo Renan Soares
Togo Renan Soares, noto anche con lo pseudonimo di Kanela (João Pessoa, 22 maggio 1906 – Rio de Janeiro, 12 dicembre 1992), è stato un allenatore di pallacanestro brasiliano.

## Carriera
Il 12 settembre 2007 è stato inserito nella FIBA Hall of Fame come uno dei più grandi allenatori della storia della pallacanestro.
Con il Flamengo ha vinto dodici titoli statali e una Coppa del Brasile.
Ha diretto 103 partite della Nazionale brasiliana, con 87 vittorie e 16 sconfitte. Ha preso parte a due Olimpiadi e cinque Mondiali, vincendone due. Ha inoltre vinto un bronzo olimpico. Ha vinto un argento e due bronzi ai Giochi panamericani e cinque volte il Campionato sudamericano.

## Palmarès
- Mondiali: 2
Nazionale brasiliana: 1959, 1963.
- Campionato Carioca: 12
Clube de Regatas do Flamengo: 1948, 1949, 1951, 1952, 1953, 1954, 1955, 1956, 1957, 1958, 1959 e 1960
- Coppa del Brasile: 1
Clube de Regatas do Flamengo: 1973